# Brandysowa Polana
Brandysowa Polana – niewielka polana w Dolinie Będkowskiej na Wyżynie Krakowsko-Częstochowskiej. Biegnie przez nią granica między wsiami  Łazy i Będkowice w województwie małopolskim, powiecie krakowskim, oraz gminami Jerzmanowice-Przeginia i Wielka Wieś. Polana znajduje się  w środkowej części Doliny Będkowskiej, przy ujściu orograficznie prawego odgałęzienia tej doliny. Jest to wąwóz, którego dno przed ujściem do Doliny Będkowskiej tworzy niewielkie płaskie rozszerzenie – Brandysową Polanę. Na orograficznie lewym (północnym) brzegu tej polany znajdują się trzy wapienne skały. W kolejności od dołu na dół są to: Turnia Lipczyńskiej, Dupa Słonia, Płaska Turniczka. Na wschodnim skraju polany, już na dnie Doliny Będkowskiej znajduje się samotna turnia Babka, a na prawym (południowym) zboczu bocznego wąwozu wznosi się skała Dupeczka.
Znajdujące się na obrzeżach Brandysowej Polany skały są popularnym obiektem wspinaczki skalnej. Na polanie ustawiono tablice informacyjne ze skałoplanami, na których opisane są drogi wspinaczkowe na wszystkich skałach wznoszących się na obrzeżach polany. Polana jest własnością prywatną. Można na niej biwakować, po uzyskaniu zgody właścicieli Brandysówki.
Nieco poniżej Brandysowej Polany na potoku Będkówka znajduje się wodospad Szum.

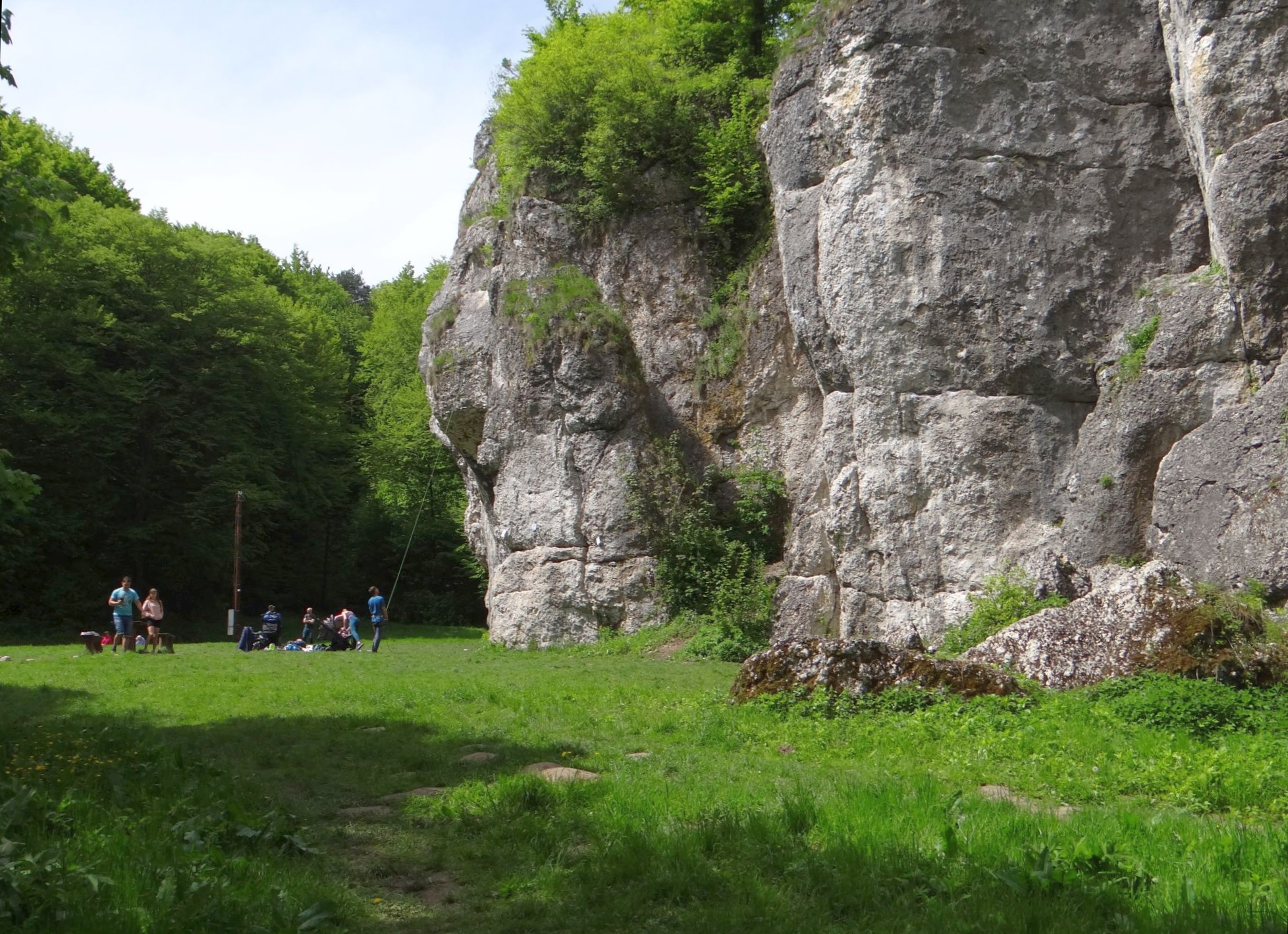
Brandysowa Polana i wspinaczka na Dupie Słonia
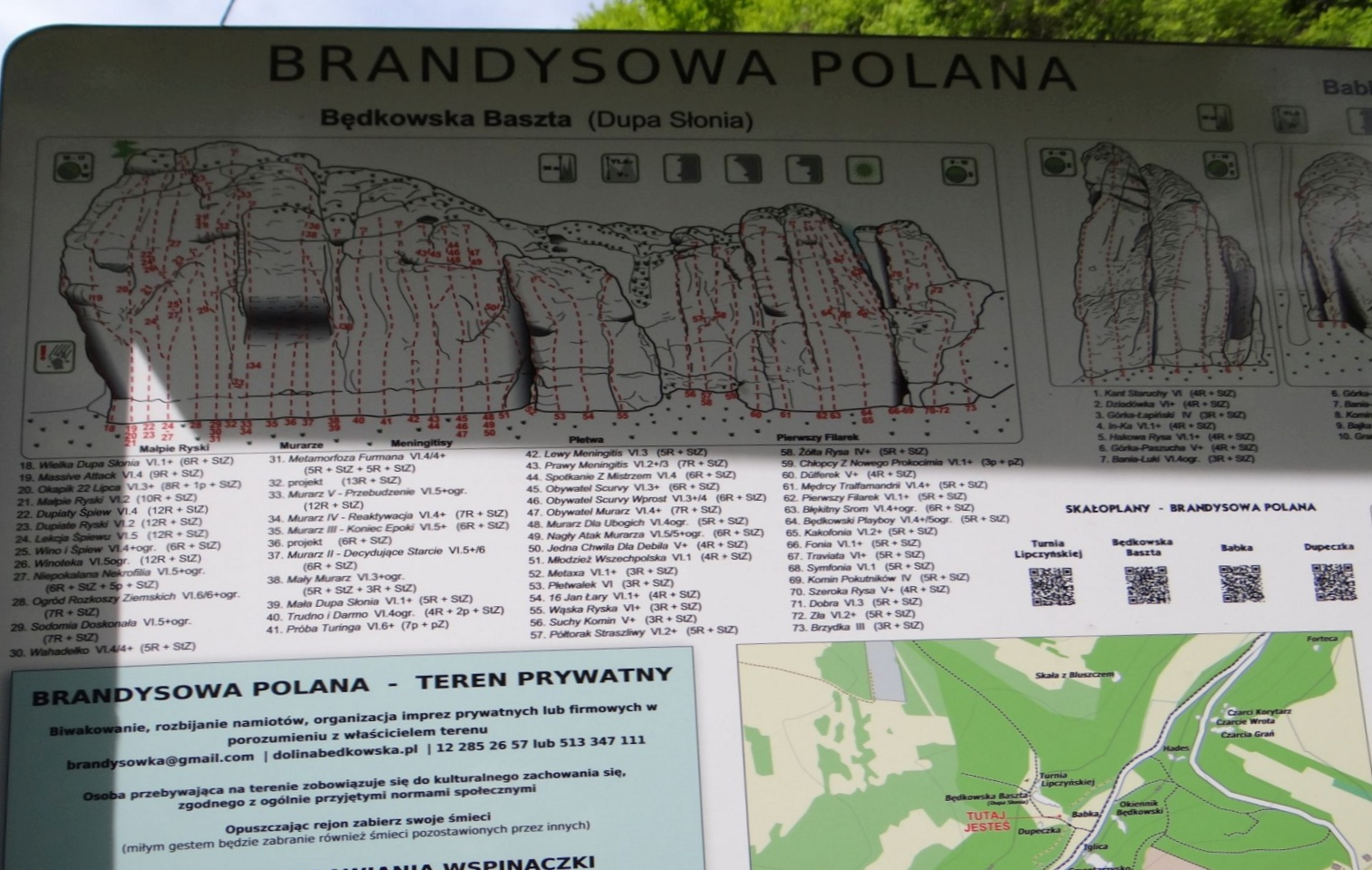
Fragment jednej z tablic na Brandysowej Polanie
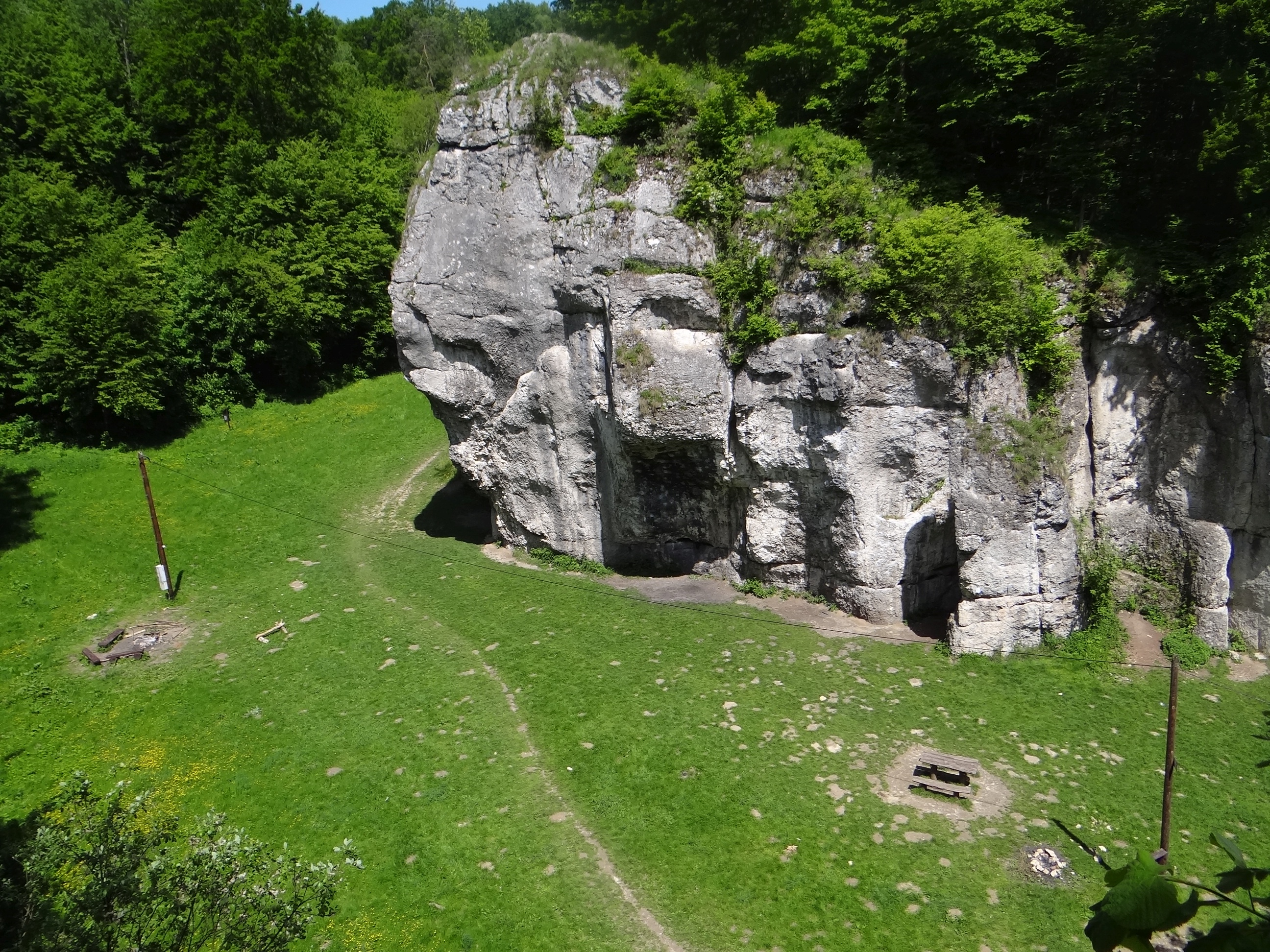
Widok z Dupeczki